# 布林迪西
布林迪西（義大利語：Brindisi）是意大利普利亚大区布林迪西省的首府，面积328平方公里，人口90,175人（2007年）。

## 歷史
布林迪西在古時是希臘人的殖民地，當時古希臘人在此地定居。至公元前267年，被羅馬人征服。在古羅馬時代，布林迪西是一個貿易港口，貿易對象為希臘和中東地區。
中世紀時代曾是拜占庭帝國一部分，又受到過倫巴第人所侵佔。至1070年，被諾曼人所統治。
在二次大戰時，布林迪西曾於1943年9月至1944年2月，為意大利王國首都。

## 地理
布林迪西屬於海濱地區，並位處於平原地區，最高海拔15米。而平原則基本是由石灰岩和海洋的沙石沉積而成。

## 經濟
布林迪西由於屬平原，農業發達，以橄欖和葡萄的種植為主。其中後者主要是用作釀製葡萄酒，一般屬於紅酒，酒精含量約是12%左右。
工業方面則以化工、機械和飛機製造為大宗。石油公司埃尼和阿萊尼亞都在布林迪西設立生產基地。
由於地理位置關係，布林迪西是通往東地中海和亞得里亞海沿岸的港口。

## 交通

### 航空
- 布林迪西機場

## 友好城市
- 阿尔巴尼亚卢什涅
- 希腊帕特雷
- 希腊克基拉市

## 圖片

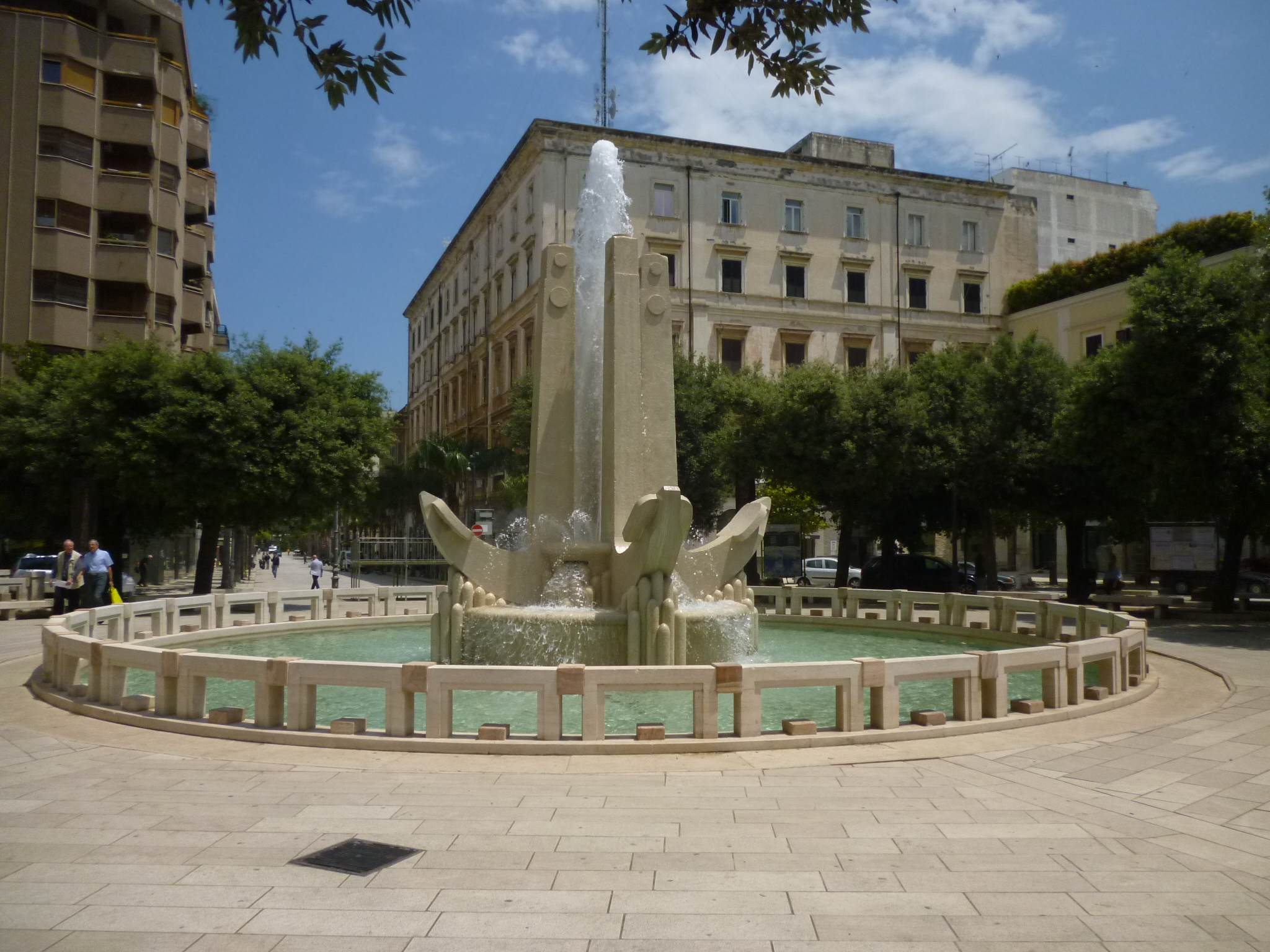
市內一處廣場
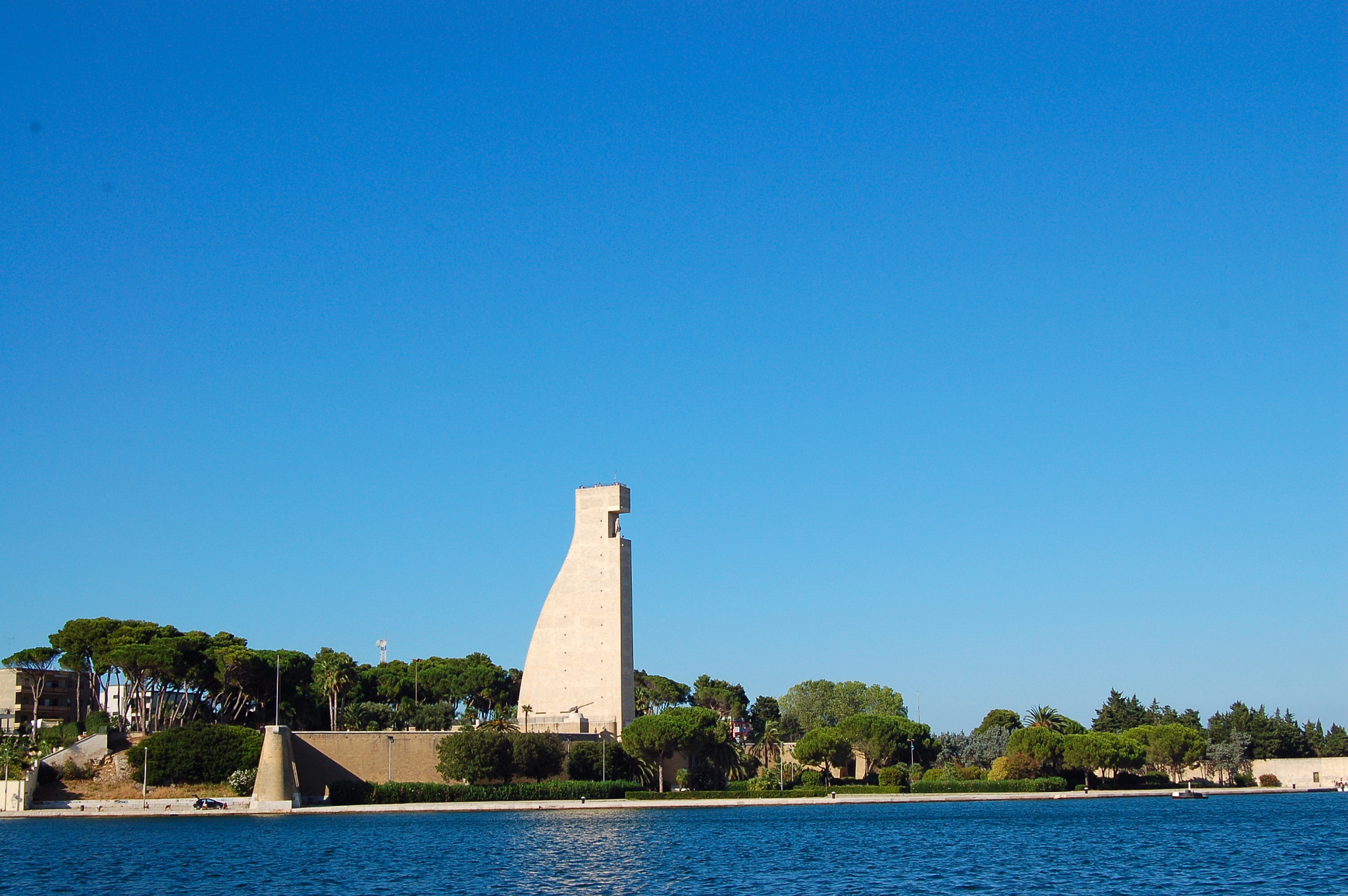
海濱
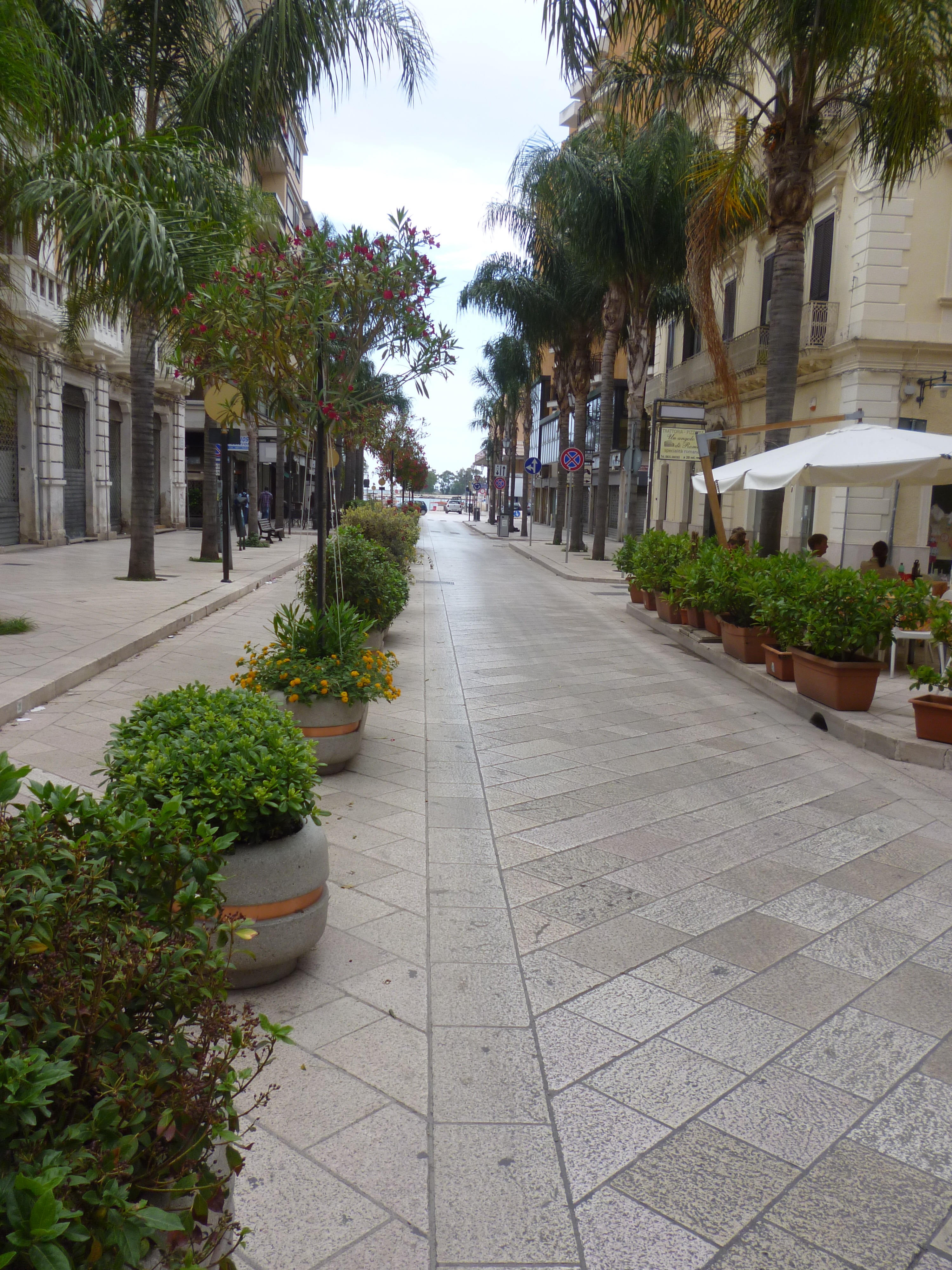
內街一景